# Sonic X (stripserie)
Sonic X is een Amerikaanse stripserie gebaseerd op de gelijknamige animeserie. De strip wordt gepubliceerd door Archie Comics.
De stripserie speelt zich af in het Expanded Universe van de animeserie en heeft derhalve geen connecties met Archies andere Sonic-stripserie.

## Achtergrond
De stripserie verscheen voor het eerst in september 2005. Toen stonden er slechts vier delen op de planning. Vanwege de positieve reacties werd echter besloten de serie te verlengen.
De serie wordt meestal geschreven door Joe Edkin en getekend door Tim Smith III. Andere tekenaars zijn Tracy Yardley , David Hutchinson en Steven Butler. Deel 16 en 17 werden geschreven door Ian Flynn.
De strip gebruikt elementen en personages uit de eerste twee seizoenen van de serie.
Enkele van de verhalen zijn ook in Nederland gepubliceerd in het tijdschrift Jetix Magazine.

## Personages
De personages in de serie voor het grootste gedeelte gelijk aan die in de animeserie. Slechts een paar personages zijn er voor de strip bijbedacht.

## Samenvattingen
Deel #1 tot #4:
Dr. Eggman vangt Sonics mensenvrienden, en gebruikt hen als levende energiebron voor zijn nieuwste robots. Deze robots hebben zelf enkel tot doel Sonic en co te vernietigen. Met behulp van Amy, Tails, Rouge, Knuckles en Cream & Cheese slaagt Sonic erin de robots te verslaan.
Deel #5 tot #6:
Met een cel van Cheeses vleugels maakt Eggman een leger van Chao en begint ze aan iedereen te verkopen. Deze chao zijn echter zo aangepast dat ze door een speciaal signaal veranderen in Dark Chao, en alles om zich heen beginnen te vernietigen.
Deel #7:
Sonic onderzoekt een vreemde machine die in de woestijn is gevonden, maar ontdekt al snel dat er meer aan de hand is. Ondertussen vinden Rouge en Topaz een robot genaamd Emerl.
Deel #8 tot #9:
Gedurende de wereldtentoonstelling in Parijs probeert Eggman een nieuwe spaceshuttle ontworpen door Nelson Thorndyke te stelen. Tevens laat hij een robot los op Parijs, die door Sonic wordt verslagen.
Deel #10 tot #11:
Sonic ontwaakt op een dag in een vreemde wereld (gebaseerd op het originele Sonic the Hedgehog-spel). Deze wereld is een creatie van Eggman. Sonic en Co moeten een uitweg zien te vinden.
Deel #12:
De vreemde machine die Sonic had gevonden in deel 7 is naar GUN gestuurd, alwaar Captain Westwood en Tails proberen hem te heractiveren.
Deel #13 tot #14:
Halloween is gearriveerd, en Sonic krijgt te maken met het spook King Boom Boo (die ook al te zien was in aflevering 19 van de serie). Hij en zijn spoken nemen bezit van iedereen in hun omgeving.
Deel #15:
Kerstmis staat voor de deur. Alleen Sonic is niet echt in de feeststemming. Hij heeft bijvoorbeeld moeit te geloven in de Kerstman daar hij niet kan geloven hoe iemand in 1 nacht tijd de hele wereld kan bezoeken. Hij gaat zelfs naar de noordpool om de Kerstman te vinden. Ondertussen beraamt Eggman een plan om iedereen tegen Sonic op te zetten.
Deel #16:
Het is valentijnsdag, en Sonic stemt voor een keer toe om Amy mee te nemen op een date (al is dat vooral omdat hij een weddenschap had verloren met Knuckles). Hij heeft echter geen idee wat hij moet regelen voor hun date, en vraagt hulp aan het Chaotix team.
Deel #17:
Het is St. Patrick's Day, en Amy spoort Sonic aan om net als iedereen groene kleding te dragen. Wanneer Eggman hoort over de feestdag, raakt hij geobsedeerd door het plan om een leprechaun te vangen voor diens goud.
Deel #18:
Rouge wordt beschuldigd van het stelen van een juweel genaamd de Moon Emerald. Sonic denkt dat er een dubbelganger in het spel is, en gaat met Topaz op onderzoek uit.
Deel #19:
Sonic en co gaan naar Las Vegas voor de opening van Nelson Thorndykes nieuwste casino. Eggman laat een robot in de vorm van een gokmachine los om de opening te verstoren.
Deel #20:
Sam Speed krijgt een auto-ongeluk, vooral omdat hij niet luisterde naar zijn teamgenoten. De rest van het S team heeft genoeg van Sams gebrek aan teamwork. Dr. Eggman doet zich voor als een autoverkoper die Sam een supersnelle nieuwe wagen aanbiedt. Dankzij deze nieuwe wagen kan Sam Sonic voor het eerst verslaan in een race.
Deel #21:
Sonic en co krijgen te horen dat een wetenschapper een manier heeft gevonden om hen naar hun eigen wereld terug te brengen.
Deel #22:
Na weer te hebben gefaald worden Decoe en Bocoe ontslagen door Dr. Eggman. Zijn nieuwe robotassistenten, Dukow en Bukow, zijn een stuk sterker en competenter. Zelfs Sonic en GUN kunnen niet tegen hen op.
Deel #23:
Sonic wordt gevangen en naar de S.O.N.I.C.X.-organisatie gebracht.
Deel #24:
Sonic, Tails, Knuckles, Amy, Chris, en Chuck komen in een praatprogramma getiteld Station Square Today. De presentatrice, Scarlet Garcia, daagt de deelnemers uit tot een hindernisbaan. Buiten hun weten om filmen Decoe en Bocoe alles, zodat Eggman een robot kan bouwen die is afgesteld op de vaardigheden van zijn tegenstanders.
Deel #25:
S.O.N.I.C.X. maakt een reeks kleurrijke klonen van Sonic die het doel hebben Sonics reputatie te verwoesten.
Deel #26 tot #27:
Een nieuwe worstelaar genaamd "El Gran Gordo" (EGG) wint razendsnel aan populariteit met zijn vele gewonnen wedstrijden. Alleen Sonic is niet onder de indruk, daar hij al direct door heeft dat deze worstelaar niemand minder is dan Dr. Eggman. Eggman doet mee aan de sport daar hij geld nodig heeft voor zijn plannen.
Deel #28 tot #29:
Dr. Eggman introduceert zijn nieuwste creatie: de "Green-Bots"; robots aangedreven door water, wind en zonne-energie. Met hun hulp wil hij de chaosdiamanten bemachtigen en Chaos, de god van de Chao, laten ontwaken.
Deel #30:
Sonic en Co worden ongewild de nieuwste artiesten in Eggmans circus.
Deel #31 tot 32:
Eggman doet zich wederom voor als een worstelaar, en wederom met succes. Vreemd genoeg is hij op exact hetzelfde moment dat hij in de ring staat ook bezig een bank te beroven. Sonic onderzoekt of er een dubbelganger in het spel is.
Deel #33:
Chuck ontdekt een meteoor die recht op de aarde afkomt. In de meteoor zit een chaosdiamant. Chuck berekend dat de inslag plaats zal vinden op de zuidpool. Daarmee breekt een race los tussen Eggman en Sonic om wie het eerst bij de zuidpool is. Om alles wat interessanter te maken besluiten Sonics vrienden ook afzonderlijke teams te vormen. Uiteindelijk wint het team van Cream, Charmy en Chris.